# بيلشتيد
بيلشتيد (بالألمانية: Billstedt) هي منطقة تقع في شرق مدينة هامبورغ وتنتمي لبلدية وسط هامبورغ. وفقاً للإحصائيات الرسمية والتي تعود ل31 كانون الأول من عام 2021م فإن عدد سكان بيلشتيد يبلغ حوالي 70 ألف نسمة. تبلغ مساحة المنطقة 16.8كم مريع.

## النشأة والتسمية
نشأت المنطقة من توحيد عدد من القرى كقرية أويندورف وشيفبيك وكرشتاينبك وذلك في الثاني من شباط من عام 1928م. تم اشتقاق تسميتها من أحد روافد نهر الإلبه والذي يدعى بلّه (بالألمانية Bille).,

## المواصلات والمرور
ترتبط المنطقة بباقي مناطق هامبورغ عن طريق خطي قطار اليو تو وU4 إضافة إلى شوارع رئيسية وعدد من خطوط الحافلات.

## معالم سياحية
من أهم معالم المنطقة كنيسة شتاينبك والمشهورة بكنيسة الثالوث. يعود بناؤها لعام 1884م وتحوي بداخلها ثريتين (نجفتين) تعودان لعامي 1679م و 1719م. كما تتواجد عدد من التماثيل في ممرات المشاة. تمتلك المنطقة أيضا حديقتين عامتين كبيرتين هما: حديقة أويندورف وحديقة شتاينفورث.